# Cattedrale dello Spirito Santo (Minsk)
La cattedrale dello Spirito Santo (in bielorusso Кафедральны сабор Сашэсця Святога Духа?) è una cattedrale ortodossa di Minsk, in Bielorussia. Rappresenta il principale edificio di culto della Chiesa ortodossa bielorussa dipendente dal Patriarcato di Mosca.

## Storia e descrizione
L'edificio originario fu costruito tra il 1633 ed il 1642, nel periodo in cui la città faceva parte della Confederazione polacco-lituana, per ospitare un convento di suore cattoliche bernardine. Nel 1741 un incendio causò danneggiamenti irreparabili alla struttura e risultò necessario provvedere alla ricostruzione. Nel 1852 il convento cattolico fu chiuso e trasferito a Njasviž. Nel 1860 l'edificio un tempo ospitante le suore bernardine divenne una chiesa di confessione ortodossa, consacrata in onore dei santi Cirillo e Metodio. Dal 1870 l'edificio ospitò anche una comunità monastica.
Nel 1918, a seguito della rivoluzione d'ottobre, il monastero fu soppresso e poco tempo dopo la cattedrale venne chiusa al culto. Nel corso della seconda guerra mondiale, durante l'occupazione tedesca della Bielorussia, la chiesa fu riconsacrata dal vescovo Filofej Narko. Nel 1945, a seguito dell'Operazione Bagration, le forze dell'Unione Sovietica riconquistarono il controllo di Minsk e decisero di chiudere al culto la cattedrale dei Santi Pietro e Paolo. Da quel momento la cattedrale del Santo Spirito divenne il principale edificio di culto ortodosso dell'eparchia di Minsk ed il luogo in cui custodire la preziosa icona della Theotókos di Minsk, precedentemente conservata presso la cattedrale dei Santi Pietro e Paolo. Nell'edificio sono presenti anche alcune reliquie della santa Sofia di Sluck.

## Galleria d'immagini

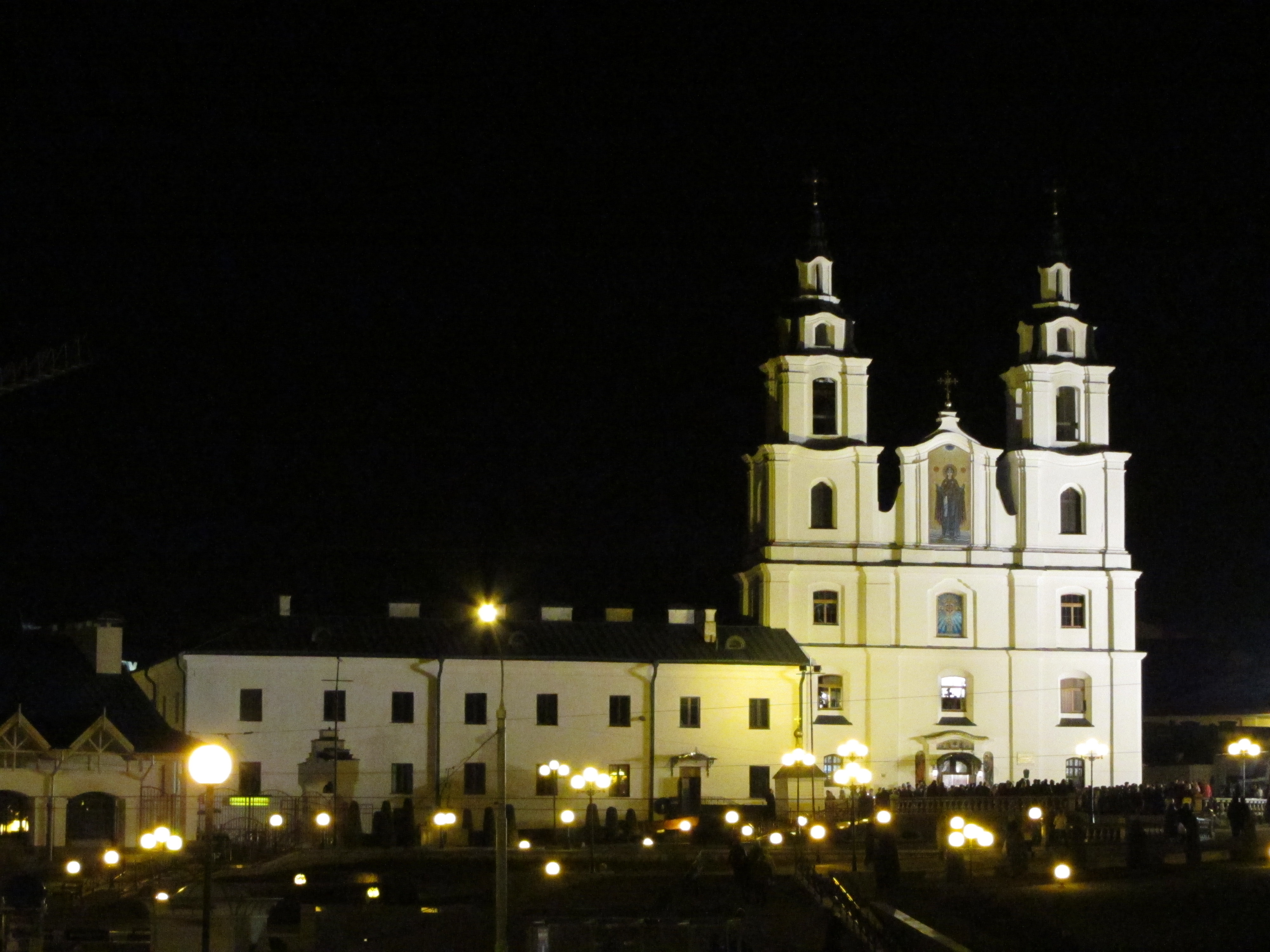
Veduta notturna
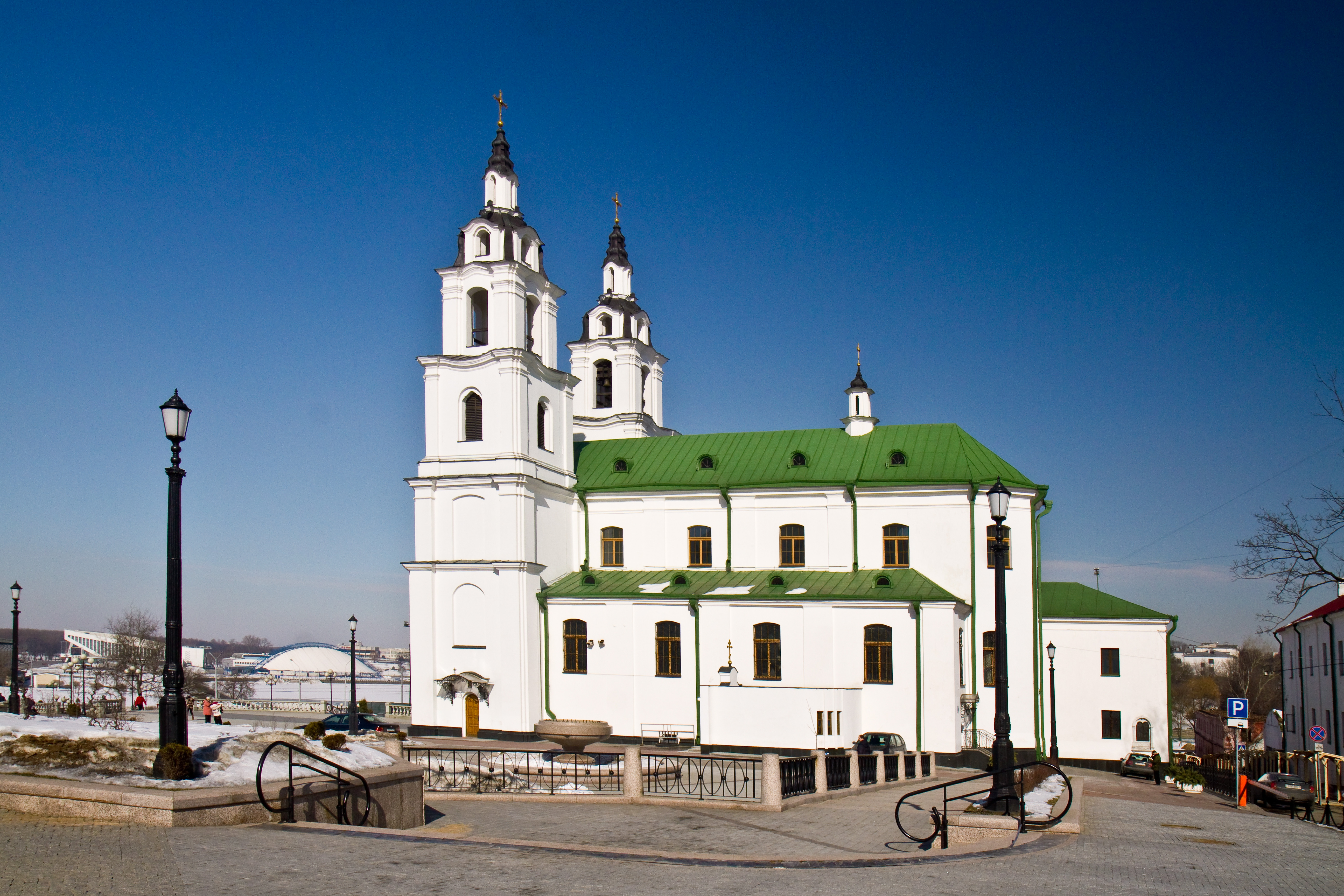
Veduta laterale
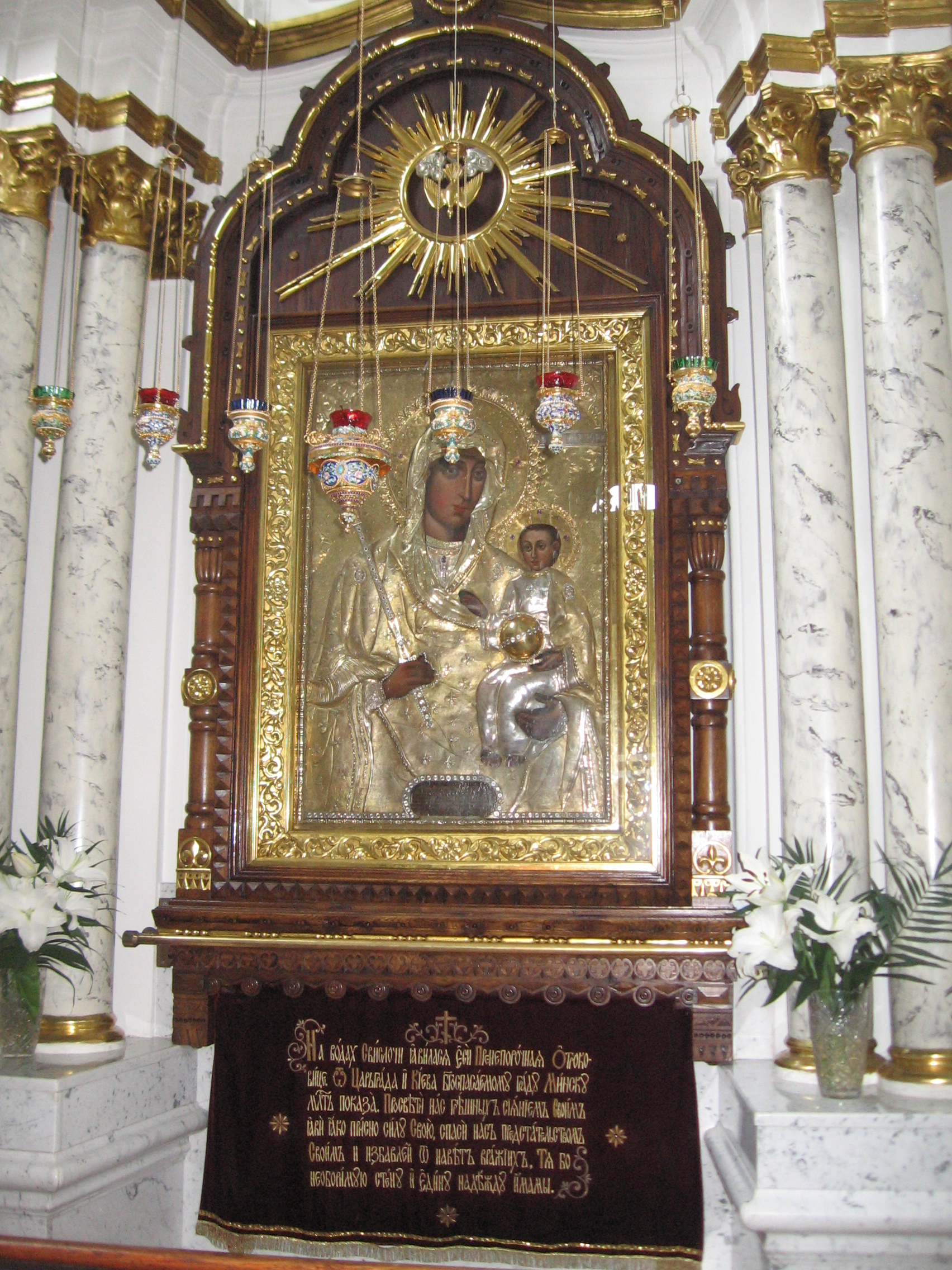
Theotókos di Minsk
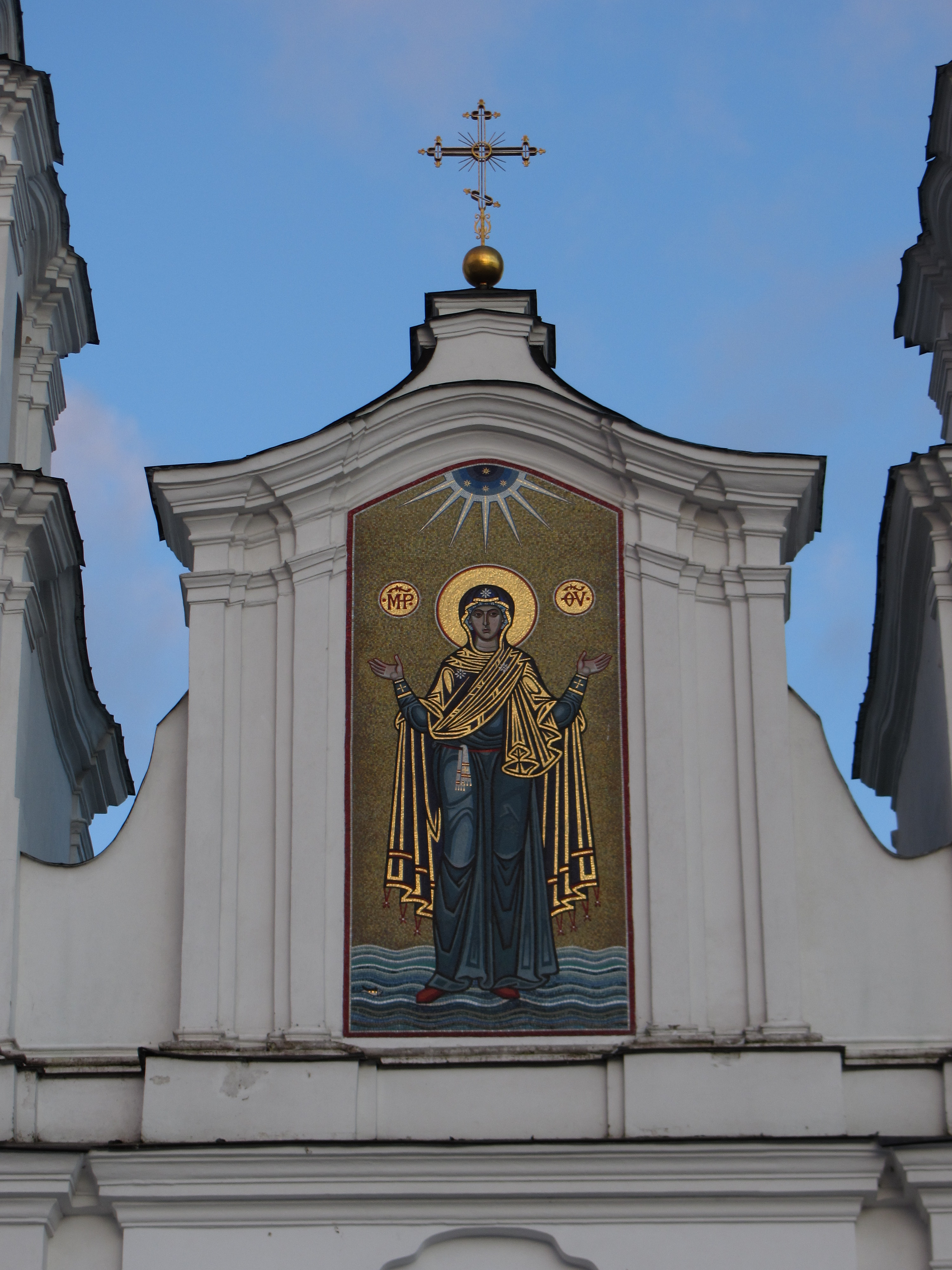
Mosaico della Theotókos
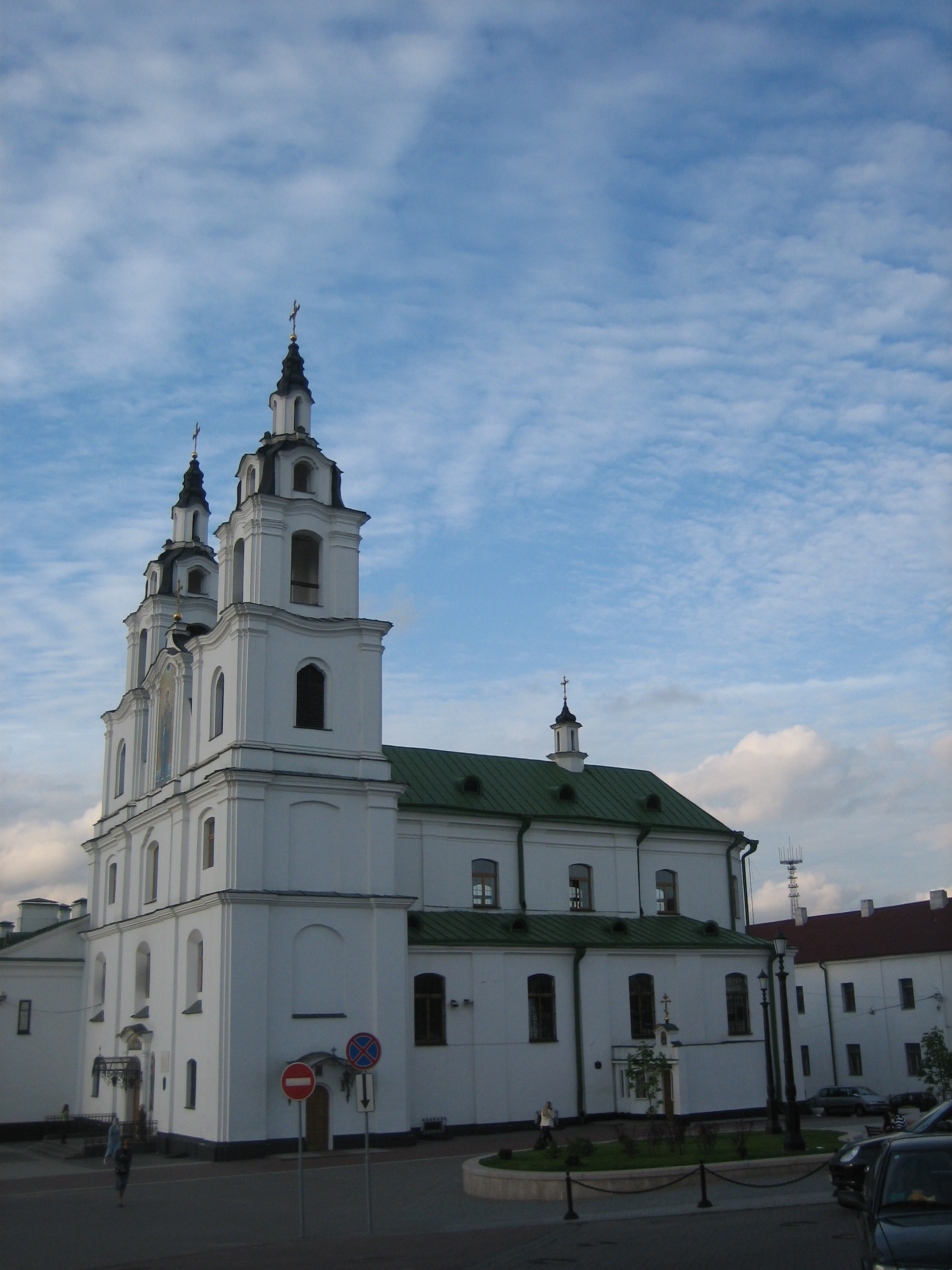
La Cattedrale al tramonto
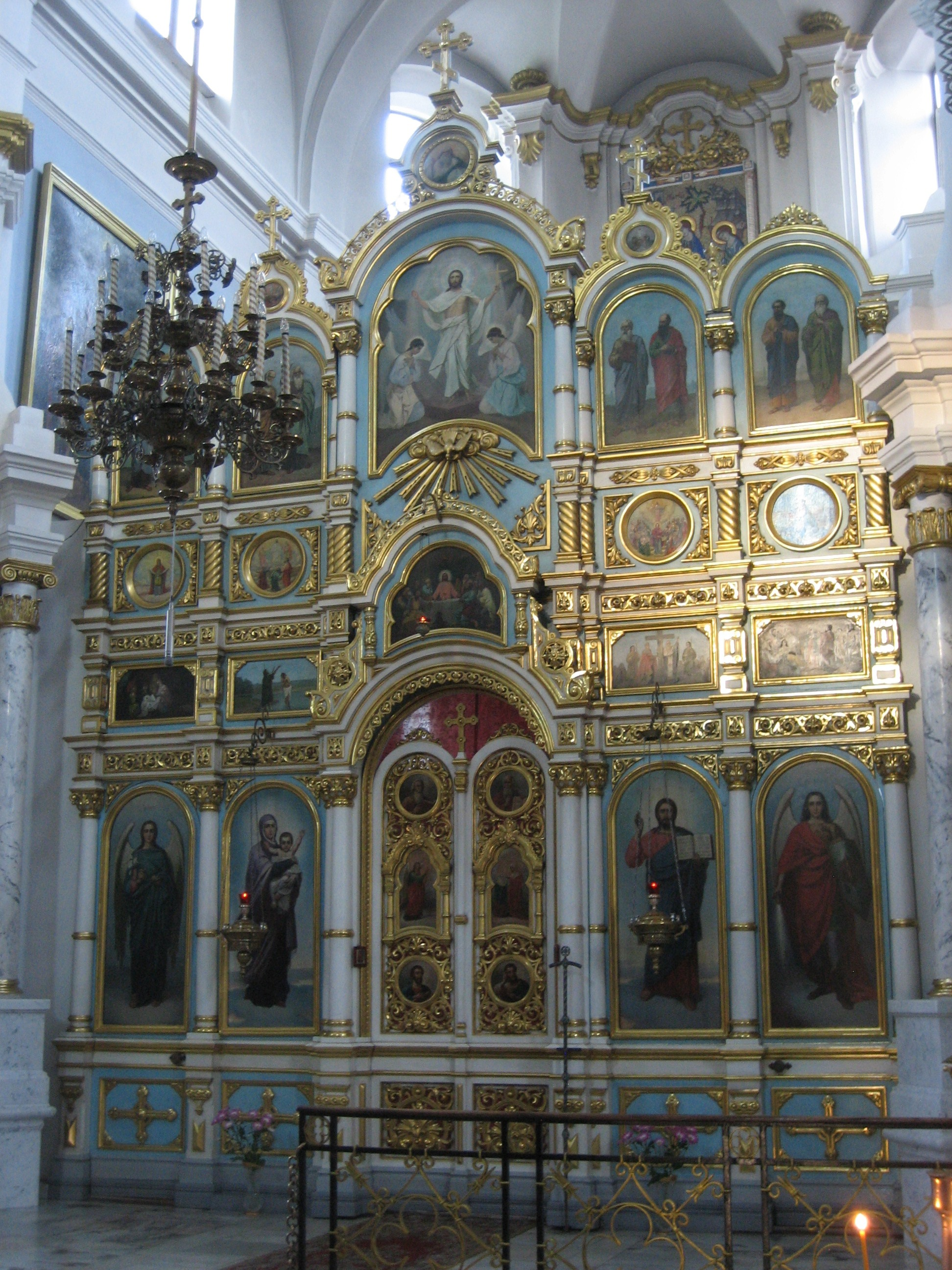
Interno della Cattedrale